# پارک ملی آلتو پوروس
پارک ملی آلتو پوروس (به اسپانیایی: Parque nacional Alto Purús) یک پارک ملی در پرو است که در منطقه مادره ده دیوس واقع شده‌است.